# Universität Haifa
Die Universität Haifa (UH; hebräisch אוּנִיבֶרְסִיטַת חֵיפָה Ūnīverssīṭat Chejfah, arabisch جامعة حيفا, DMG Ǧāmiʿat Ḥayfā) ist neben dem Technion die zweite große Hochschule der nordisraelischen Hafenstadt Haifa.

## Geschichte
Die UH wurde 1963 gegründet und hat heute etwa 13.000 Studenten. Die Hochschule liegt am südlichen Stadtrand Haifas am Rücken des Karmelgebirges und damit an einem der höchsten Punkte der Stadt (um 470 m). Das von Oscar Niemeyer und Schlomoh Gilʿad (שלמה גלעד) errichtete, 30 Stockwerke hohe Universitätshochhaus „Eschkolturm“ (מִגְדַּל אֶשְׁכּוֹל Migdal Eschkōl, nach Levi Eschkol) ist von vielen Punkten Nordisraels zu sehen.
1971 wurden erstmals an drei Abteilungen M.A.-Programme angeboten. 1980 folgte in der Psychologieabteilung das erste Ph.D.-Programm. 1991 wurde die Rechtsfakultät eröffnet. Während des Libanonkriegs 2006 musste die Universität ihren Betrieb einstellen. 2007 wurde in Zusammenarbeit mit dem DAAD das Haifa Center for German and European Studies (HCGES) eröffnet.
Nach Darstellung des israelischen Schriftstellers Yitzhak Laor waren 2010 zwar 20 % der Studierenden an der Universität Haifa israelische Araber, jedoch nicht einmal 1 % des Lehrkörpers, sowie weniger als 0,5 % des Verwaltungs- und technischen Personals. Laor warf der Hochschule daher rassistische Diskriminierung vor. Zum 40. Gründungstag der Universität wurde bei der Neugestaltung von deren Logo nur mehr der hebräische Hochschulname verwendet. Mehrere Lehrer und Studierende protestierten dagegen, dass man nicht mehr wie zuvor auch die arabische Bezeichnung der Hochschule dort verwendete. Die Universitätsleitung erklärte, dass das Logo mit dem Hochschulnamen in Arabisch bzw. Englisch entsprechend dem jeweils angesprochenen Empfängerkreis wie bisher weiter genutzt werden könne. Im Internetauftritt der Universität ist deren Name im Logo auf Hebräisch, Englisch und Arabisch geschrieben.
Im November 2018 haben die Universität Haifa und die Pädagogische Universität Ostchina einen gemeinsamen Campus in Shanghai eröffnet. Der Schwerpunkt soll auf Biomedizin, Neurowissenschaft und Umweltstudien liegen.

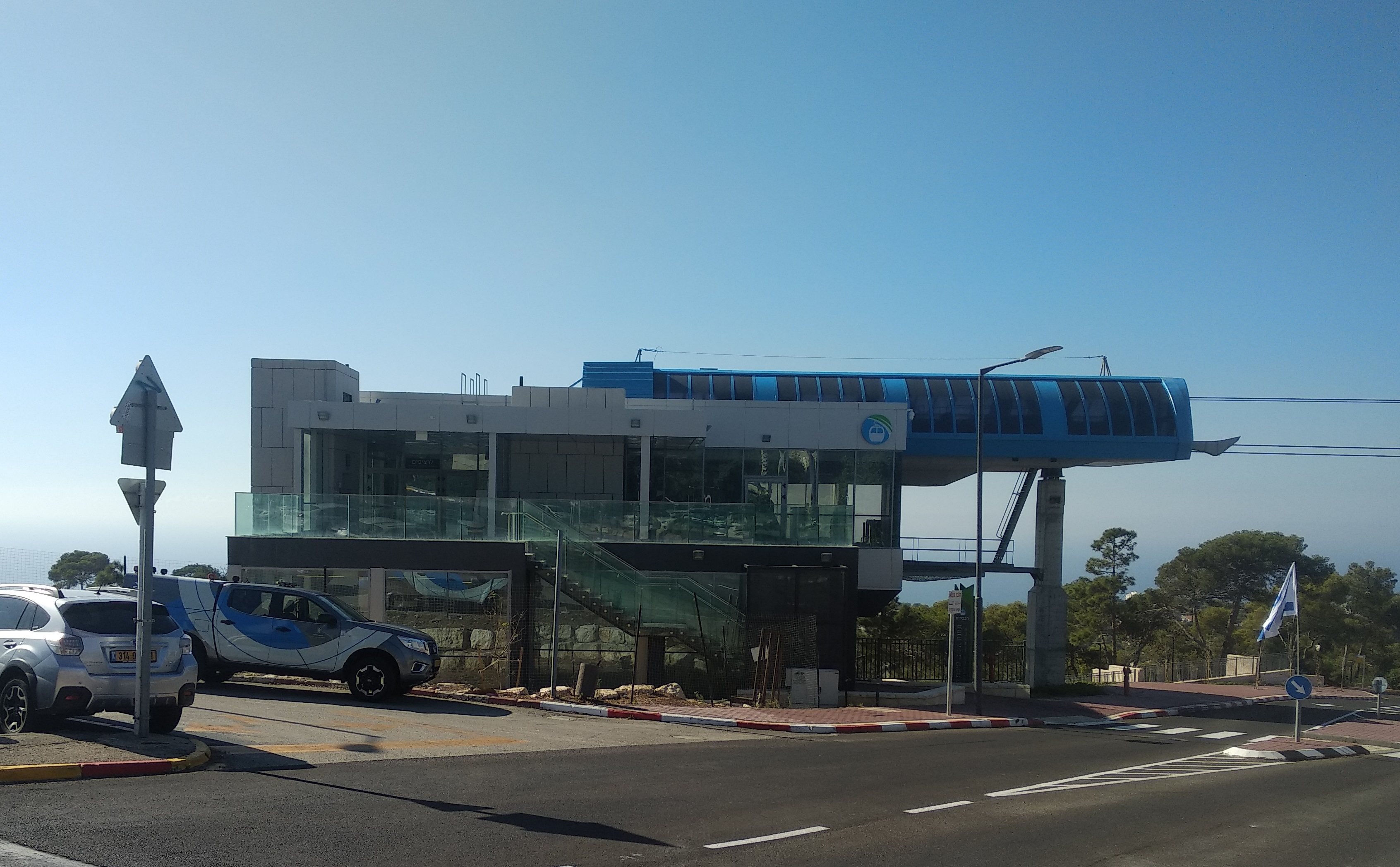
Bergstation an der Universität Haifa, 2021

## Studentenvertretung
Die derzeitige Studentenvertretung der Universität Haifa, die von rechten Kräften geführt wird, verhinderte im September 2024 gemeinsam mit der Universitätsleitung korrekte Wahlen, um zu unterbinden, dass Palästinenser mit israelischer Staatsbürgerschaft (»israelische Araber«) und andere politische Kräfte kandidieren und gewählt werden können. Alternativen Kandidaten wurde bereits vor der Wahl die Kandidatur verwehrt.

## Bahnanbindung
Seit 11. April 2022 erschließt die nicht straßengebundene Luftseilbahn haRakkavlit den Universitätscampus mit ihrer Bergstation Universiṭat Chejfah (hebräisch אוּנִיבֶרְסִיטַת חֵיפָה Ūnīverssīṭat Chejfah; englisch Haifa University) und bietet mit etwa 20 Minuten Fahrtdauer eine schnelle Verbindung zum knapp 500 Meter weiter unten gelegenen Eisenbahnverkehr am Bahnhof Haifa Merkasit haMifratz mit Zwischenstationen unter anderen am Hauptcampus des Technions.

## Bilder

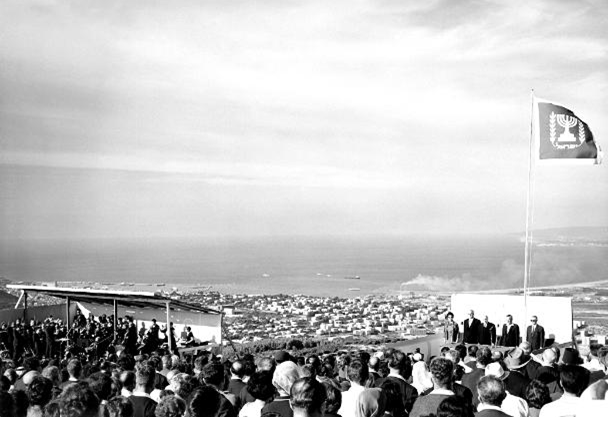
Grundsteinlegung 1965
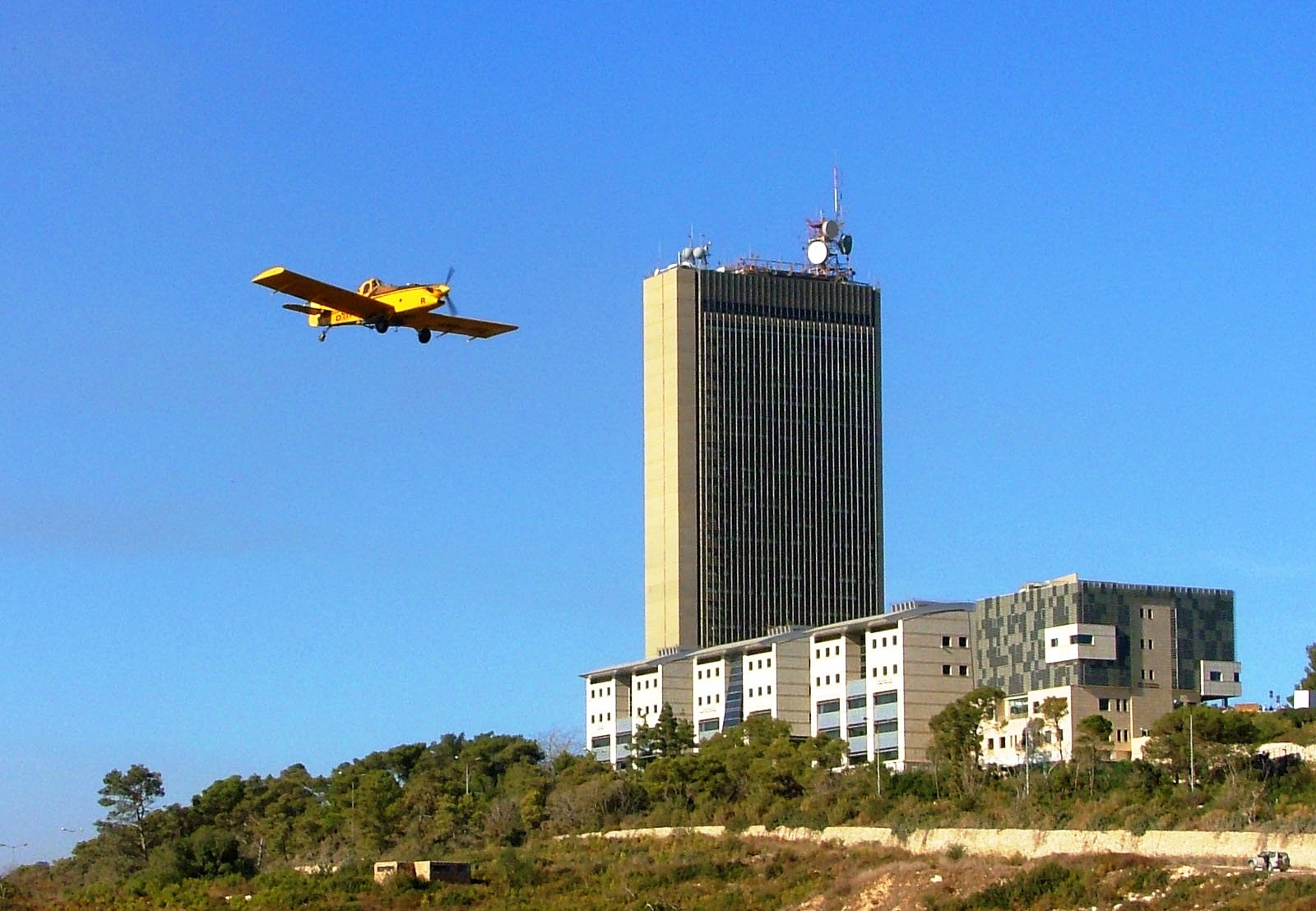
Eschkolturm
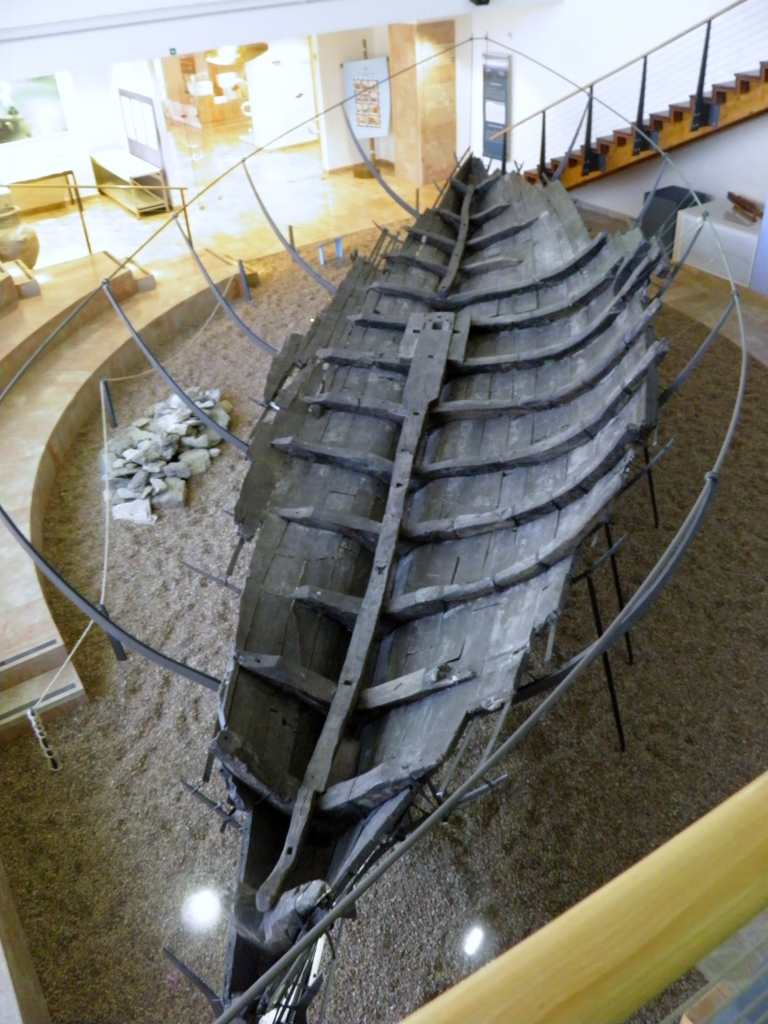
Hecht Museum im Eschkolturm
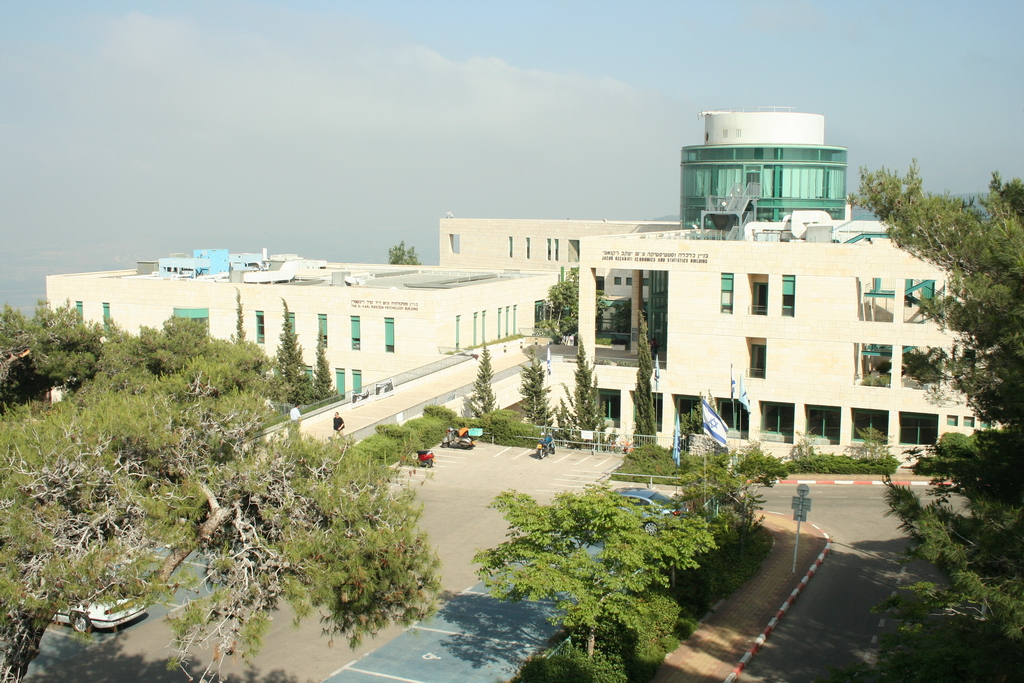
Rabin-Gebäude
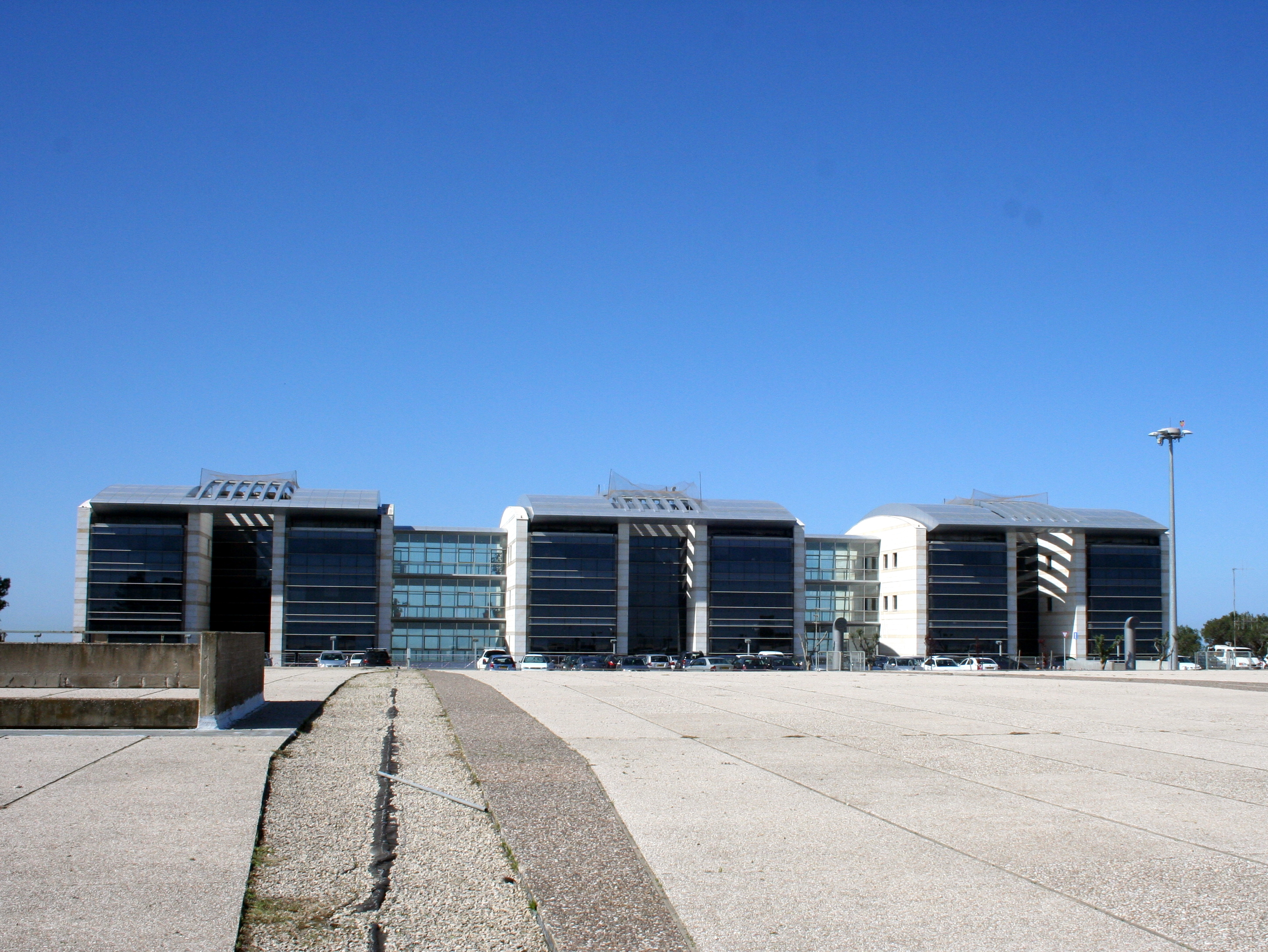
Pädagogische Fakultät

## Persönlichkeiten

### Professoren
- Yoav Gelber, Historiker[6]
- Abraham B. Jehoshua (1936–2022), Schriftsteller
- Fania Oz-Salzberger, Historikerin
- Ronny Reich, Archäologe
- Chaim Schatzker, Historiker
- Yuval Steinitz, Politiker (Likud)

### Alumni
- Orna Berry (* 1949), Informatikerin und Unternehmerin
- Hanan Eshel (1958–2010), Archäologe
- Meron Mendel (* 1976), Pädagoge
- Uri Sagi (* 1943), General und Leiter des Aman
- Yochanan Vollach (* 1945), Fußballspieler

### Ehrendoktoren
- Heinz Oskar Vetter (1917–1990), deutscher Gewerkschafter und Politiker (SPD), ab 1979 Mitglied des Europäischen Parlaments